# ゴールデン チャイナタウン/サヨナラ ウソつきの私
| 専門評論家によるレビュー     | 専門評論家によるレビュー |
| レビュー・スコア             | レビュー・スコア         |
| 出典                         | 評価                     |
| ---------------------------- | ------------------------ |
| Billboard JAPAN （平賀哲雄） | 肯定的                   |

「ゴールデン チャイナタウン/サヨナラ ウソつきの私」（ゴールデン チャイナタウン/サヨナラ ウソつきのわたし）は、Berryz工房の32枚目のシングル。2013年6月19日にアップフロントワークス（PICCOLO TOWNレーベル）から発売された。

## 概要
- 初回限定盤A・B・C・D、通常盤の5形態で発売。初回限定盤A・B・CはCD＋DVD、初回限定盤Dと通常盤はCDのみ。全ての初回限定盤にイベント抽選シリアルナンバーカードが封入されている[5]。

ゴールデン チャイナタウン
- センターは熊井友理奈と嗣永桃子。メインボーカルは夏焼雅、菅谷梨沙子、熊井友理奈、嗣永桃子ではあるが、夏焼・菅谷はソロパートがあまりない。

サヨナラ ウソつきの私
- センターは夏焼雅と菅谷梨沙子。メインボーカルは夏焼雅、菅谷梨沙子、嗣永桃子。

## 収録曲
全作詞・作曲：つんく
1. ゴールデン チャイナタウン [5:05]
編曲：鈴木俊介
2. サヨナラ ウソつきの私 [4:33]
編曲：平田祥一郎
3. ゴールデン チャイナタウン (Instrumental) [5:04]
4. サヨナラ ウソつきの私 (Instrumental) [4:34]

### 初回限定盤A付属DVD
1. ゴールデン チャイナタウン (Music Video)
2. ゴールデン チャイナタウン (Dance Shot Ver.)

### 初回限定盤B付属DVD
1. サヨナラ ウソつきの私 (Music Video)
2. サヨナラ ウソつきの私 (Dance Shot Ver.)

### 初回限定盤C付属DVD
1. ゴールデン チャイナタウン (Close-up Ver.)
2. サヨナラ ウソつきの私 (Close-up Ver.)
3. メイキング映像

## 参加ミュージシャン
ゴールデン チャイナタウン
- プログラミング：鈴木俊介
- コーラス：CHINO・山尾正人

サヨナラ ウソつきの私
- プログラミング：平田祥一郎
- コーラス：CHINO